# The Jolly Boys

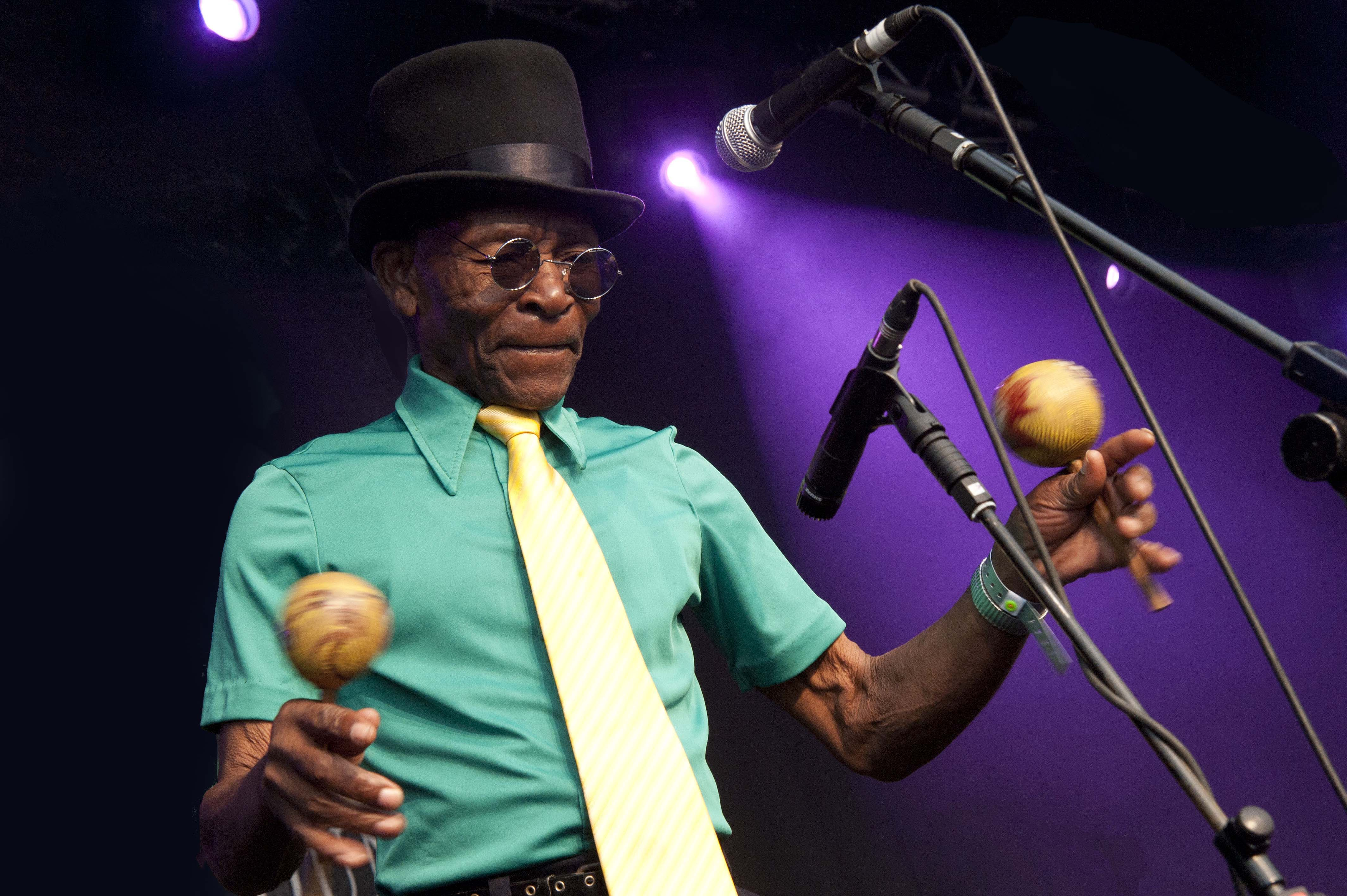
Joseph «Powda» Bennett (veu i maraques)

The Jolly Boys és una banda de música mento originària de Port Antonio, Jamaica, integrada per músics amb més de seixanta anys de trajectòria. Es va formar el 1955 i va tenir gran èxit comercial en les dècades de 1980 i 1990 entre els seguidors del reggae i la world music.

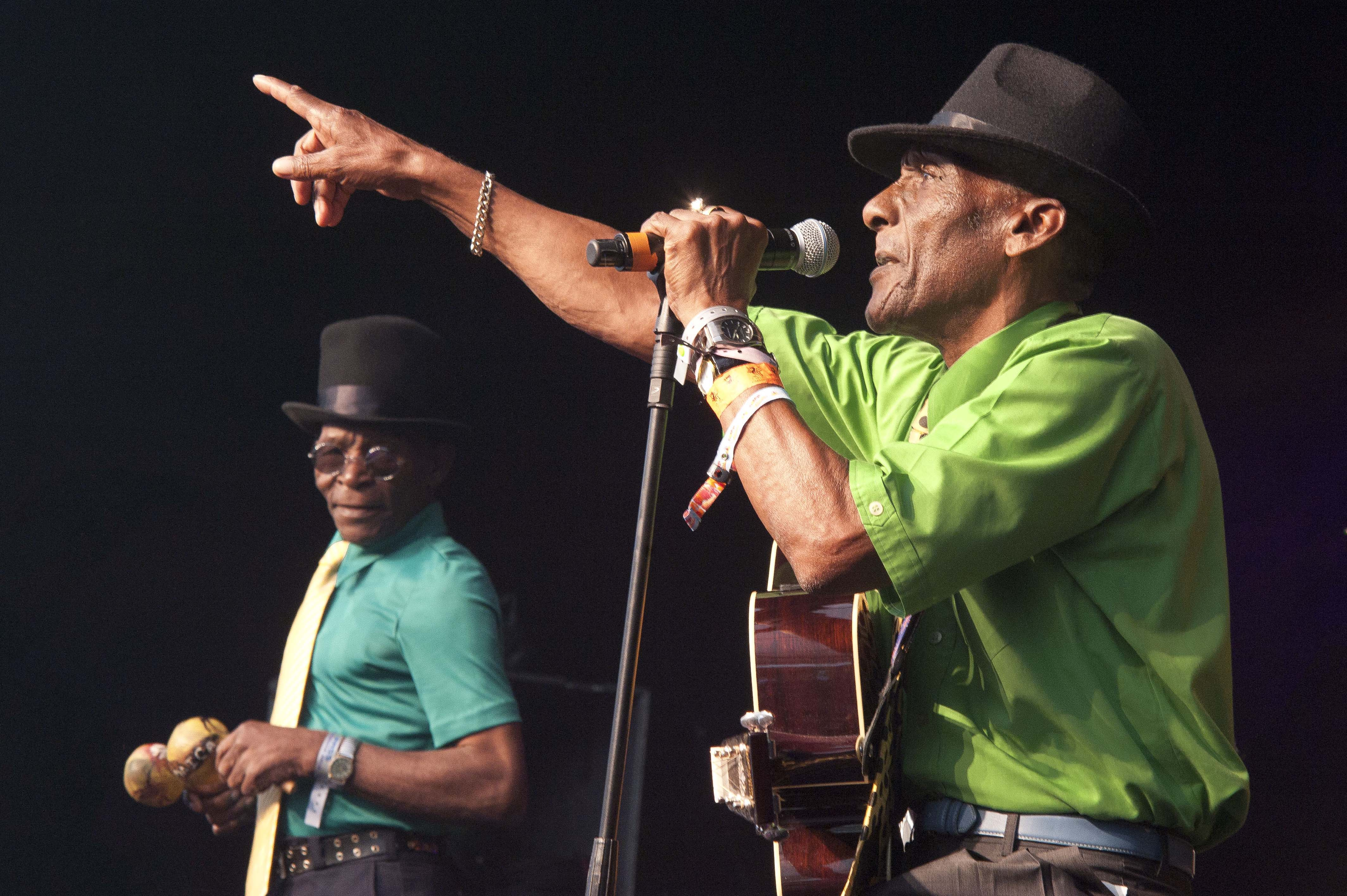

La repercussió del seu àlbum Great Expectation (2010) va fer ressorgir l'interès per la música mento. L'àlbum fusiona arranjaments de mento amb una base rítmica beat, i inclou versions de cançons clàssiques del rock com «Rehab» d'Amy Winehouse, «Riders on the Storm» de The Doors, «Perfect Day» de Lou Reed o «The Passenger» d'Iggy Pop, entre d'altres.

## Discografia
- 1977 Roots of Reggae: Music From Jamaica (Lyrichord)
- 1979 Jolly Boys at Club Caribbean (Club Caribbean)
- 1989 Pop 'n' Mento (Rykodisc)
- 1990 Quake with fear,The Jolly Boys are here (caixa de 6 CD amb material inèdit, inclòs l'enregistrament en directe de la seva aparició al festival WOMAD de 1990 a Reading)
- 1991 Sunshine N' Water (Rykodisc)
- 1991 Beer Joint & Tailoring (First Warning Records)
- 1997 Live in Tokyo (Respect Records)
- 2010 Great Expectation UK Release (Geejam Recordings/Wall of Sound/PIAS)
- 2014 Classic Mento from Port Antonio